# Monumento ossario della battaglia di Melegnano
Il Monumento ossario della battaglia di Melegnano è un monumento costruito per commemorare l'omonima battaglia della seconda guerra d'indipendenza. Si trova alla periferia della città di Melegnano.

## Storia
All'inizio del Novecento lo scultore Donato Barcaglia venne incaricato di costruire un monumento-ossario in ricordo della battaglia di Melegnano.
La prima pietra venne posata l'8 giugno 1902; il monumento venne quindi inaugurato il 19 giugno 1904.

## Caratteristiche
Il monumento è posto lungo il tracciato originario della strada di Milano, alla periferia settentrionale della città.
Costruito in granito, ha forma piramidale decorata alla base da bassorilievi che rappresentano scene della battaglia; la struttura è sormontata da due statue allegoriche in marmo, rappresentanti l'Italia e il Valore.